# Corso Garibaldi (Milano)
Corso Garibaldi è una strada di Milano della lunghezza di circa 1.100 metri, a carattere pedonale e commerciale. Si dirama da piazza XXV Aprile (corso Como) a nord per arrivare fino a via Pontaccio (Brera). Rientra interamente nel municipio 1 di Milano e fa parte della zona a traffico limitato chiamata Area C, della quale è uno dei punti di accesso (all'incrocio a nord con via Francesco Crispi).

## Storia
In origine era denominato corso di Porta Comasina (Porta Comasina era la denominazione, prima del 1860, della Porta oggi nota come Porta Garibaldi) o "Comacina". Letteralmente significa: "che conduce a Como", infatti la strada era la principale direttrice Milano-Como.
Nel passato era un umile sobborgo extramurale, caratterizzato da un aspetto popolare, animato perlopiù dalle attività di artigiani e commercianti provenienti da Como. La Porta Comasina medievale era collocata all'estremità sud della via, all'angolo con via Tivoli e via Pontaccio. La successiva porta spagnola, eretta nell'odierna piazza XXV Aprile (estremità nord della via), fu demolita a inizio Ottocento, in epoca napoleonica, per ottemperare al progetto di una nuova funzione daziaria e ornamentale delle porte avviata sotto Francesco Melzi d'Eril. Nel 1826 il Governo austriaco affidò all'architetto neoclassico Giacomo Moraglia la realizzazione, sempre nell'attuale piazza XXV Aprile, della nuova Porta Comasina: un maestoso arco tardo-neoclassico, dedicato dapprima a Francesco I d'Austria ed in seguito a Giuseppe Garibaldi. Nel 1891, nel corso di alcuni scavi, furono rinvenuti i resti del ponte 'rustico' (da cui deriva il suo nome l'attuale via Pontaccio), abbattuto nel secolo XVI.
La via fu uno dei principali bersagli della ferocia austriaca durante le sommosse nel marzo 1848. Negli anni dell'Unità d'Italia, precisamente nel 1860, si decise di dedicare al vivente Giuseppe Garibaldi sia la Porta (che divenne Porta Garibaldi) sia la strada (corso Giuseppe Garibaldi, appunto). La scelta della dedica a Garibaldi fu motivata sia dal patriottismo popolare tipico di tale area sia perché la strada era in direzione Como, dove Garibaldi aveva vinto importanti battaglie. Si dice anche che lo stesso Garibaldi abbia fatto il suo ingresso a Milano da questa via.
Il piano di ricostruzione del 1948/49 e il piano regolatore generale del 1953 prevedevano la demolizione completa degli edifici del corso, da sostituire con una serie di fabbricati, residenziali e terziari, a portico e in posizione più arretrata rispetto agli immobili da sostituire. La strada, allargata fino ad un'ampiezza di 25 metri, avrebbe assunto il ruolo di collegamento principale fra il centro storico e il nuovo centro direzionale. Nel 1972, i lavori per il prolungamento della linea 2 della metropolitana avrebbero dovuto comportare l'esproprio e la scomparsa degli edifici superstiti (fra cui quello del Teatro Fossati), ma l'operazione fu ostacolata da numerose proteste degli abitanti, che portarono a una modifica del progetto allo scopo di preservare i vecchi edifici e all'inclusione di alcuni di questi in un piano di edilizia economica e popolare al fine di promuovere il loro restauro.

## Luoghi di interesse

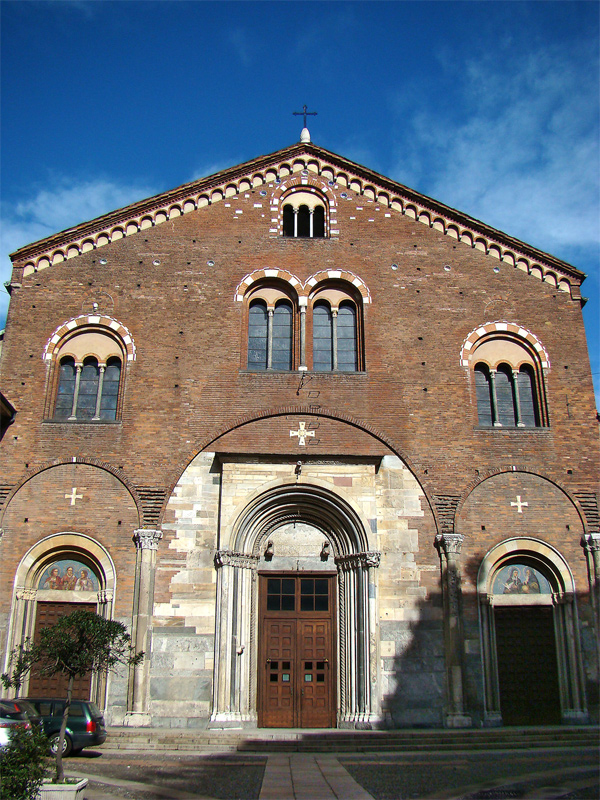
Basilica di San Simpliciano

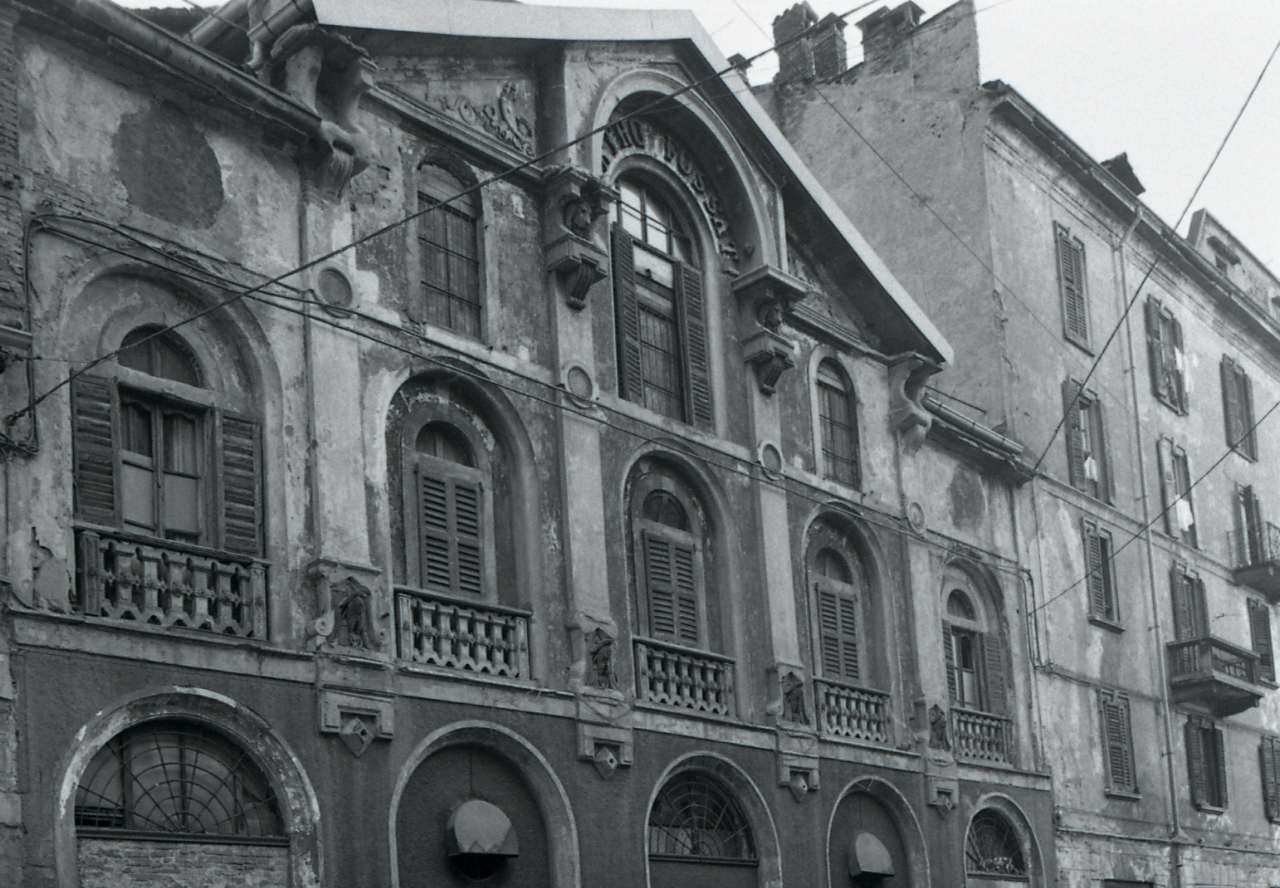
Il Teatro Fossati (facciata su via Rivoli) in una foto di Paolo Monti del 1975

La via, così come il quartiere circostante, presenta un aspetto popolare. Nonostante l'assenza di prestigiosi palazzi, si possono segnalare:
- Chiesa di Santa Maria Incoronata: singolare edificio ospitante due chiese. Quella di destra, dedicata alla Vergine, fu costruita nel 1451 da Francesco Sforza. Quella di sinistra, dedicata a San Nicola da Tolentino, fu costruita per volere di sua moglie Bianca Maria Visconti nel 1460.
- Teatro Fossati: venne fondato dall'imprenditore Carlo Fossati e progettato dall'architetto Fermo Zuccari. La prima si tenne il 25 aprile 1859, quando ancora l'ingresso si affacciava su via Rivoli. Il teatro divenne uno dei più attivi del panorama milanese e proponeva spettacoli diurni. Nel 1881 fu il primo teatro in Italia a sperimentare la luce elettrica. Accolse ospiti di rilievo, tra i quali Franz Kafka nel 1912. Le ultime locandine risalgono al 1925. Negli anni successivi fu adibito a cinema e, successivamente, chiuso. Dopo una fase di crescente degrado, fu recuperato nel 1979 da Giorgio Strehler che lo inserì nel più ampio sistema teatrale costituito col Piccolo Teatro. Finanziando un restauro curato da Marco Zanuso per un costo complessivo di 10 miliardi di lire e durato quattro anni, dal 1982 al 1986, il Fossati ne esce splendidamente restaurato e diventa il "Teatro Studio". All'interno è vuoto, eccezion fatta per alcune postazioni per sedersi. È diventato un laboratorio sperimentale destinato alla recitazione[5][6][7]
- Piccolo Teatro: è uno dei principali teatri milanesi, anche noto come Teatro Strehler, voluto da Giorgio Strehler negli anni '80 e '90
- Basilica di San Simpliciano: edificata nel secolo IV col nome di Basilica Virginum, poi intitolata a san Simpliciano, di cui contiene il sepolcro
- Largo la Foppa: dal milanese foppa, ossia "buca", all'angolo con via della Moscova, dove si trova l'omonima stazione della metropolitana. Il nome foppa venne dato proprio perché un tempo vi era presente un avvallamento. Oggi è un'isola pedonale molto frequentata dalla vita notturna milanese
- Libreria del mondo offeso e Libreria Utopia (in via Marsala), librerie e centri culturali celebri a Milano
- i numerosi negozi di design e il Dream Factory, laboratorio di arte contemporanea
- la Casa degli artisti, costruita nel 1910 dai fratelli Bogani, nel 2007 è stata sgomberata e nel 2015-16 completamente ristrutturata[8]

Nelle vicinanze:
- la zona di Brera, che si dirama da via Pontaccio verso sud
- via Palermo è una traversa del corso, dove visse e venne animata da Emilio Treves, fondatore nel 1861 dell'omonima casa editrice in via Durini, poi diventata "Fratelli Treves". Nel 1873 pubblicò la "Nuova Illustrazione Universale". Fu anche editore di "Cuore" di Edmondo De Amicis e di autori come Emilio De Marchi, Giovanni Verga, Grazia Deledda, Gabriele D'Annunzio

Eventi:
- dal 2012 il Fuorisalone del mobile coinvolge anche questa zona, con molti eventi ed esposizioni.

## Trasporti
- Moscova
- Lanza
- BikeMI XXV Aprile, Moscova, Piccolo Teatro, Largo Treves